# Mesoplodon perrini
Mesoplodon perrini, ofwel de Spitssnuitdolfijn van Perrini, is een spitssnuitdolfijn uit het geslacht Mesoplodon die bekend is van vijf exemplaren (een volwassen mannetje als holotype, een volwassen vrouwtje en drie onvolwassen mannetjes) die tussen 1975 en 1997 op de kust van Californië (Verenigde Staten) gestrand zijn. Deze exemplaren werden aanvankelijk als de Hectorspitssnuitdolfijn geïdentificeerd, op één dier na dat als een onvolwassen dolfijn van Cuvier werd gedetermineerd, en pas in 2002 als een nieuwe soort beschreven door Nieuw-Zeelandse en Amerikaanse onderzoekers. M. perrini lijkt morfologisch het meest op de Hectorspitssnuitdolfijn, maar is genetisch nauwer verwant aan de Humboldtspitssnuitdolfijn. De soort is genoemd naar Dr. W.F. Perrin, een Amerikaanse deskundige op het gebied van walvissen die onder andere twee van de vijf bekende exemplaren van M. perrini heeft gevonden.
Net als andere Mesoplodon heeft M. perrini een relatief kleine kop, een lang achterlijf en een korte staart. De bovenkant van het lichaam is grijs, de onderkant wit. Deze soort is morfologisch van andere vormen van Mesoplodon te onderscheiden door een combinatie van kenmerken aan de schedel. Het dier heeft 46 tot 50 wervels; de eerste twee nekwervels zijn samengesmolten. De totale lengte bedraagt 443 en 390 cm voor de twee volwassen exemplaren en 210 tot 245 cm voor de drie onvolwassen dieren, de schedellengte 424 tot 594 mm voor alle exemplaren.
Deze soort eet waarschijnlijk voornamelijk inktvissen, net als andere spitssnuitdolfijnen, al is er ook een bot van een onidentificeerbare gewervelde in de maag van een van de dieren gevonden. De twee volwassen exemplaren waren waarschijnlijk zo'n negen jaar oud, terwijl van de drie kalveren er één waarschijnlijk al gespeend was en een ander nog gezoogd werd. Er zijn verschillende parasieten op de dieren gevonden.